# Опекун животных

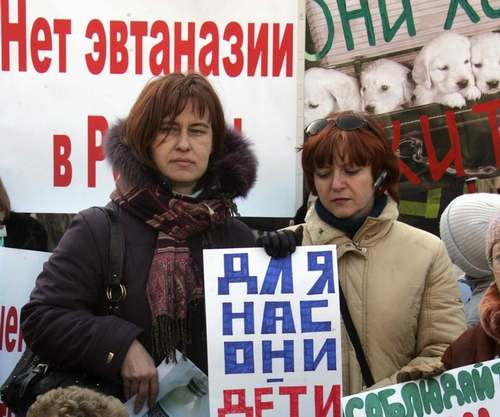
Зоозащитники на митинге в Москве 2008 г.

Опекун (попечитель) бездомных животных— человек, опекающий животных.

## Опекун животных, содержащихся в зоопарках
С начала 1990-х годов в России и на Украине под опекуном животных подразумевался гражданин или частная фирма, взявшие на себя финансовое попечительство о содержании какого-либо животного в городском зоопарке.
Программа «Возьми животное под свою опеку» существует в Московском зоопарке с 1996 года. Опекуном может стать любая организация или частное лицо. На клетке с опекаемым животным об этом будет извещать табличка со ссылкой на опекуна. Такое опекунство требует денежных вложений: так, для моржа оно стоит $170 в сутки, слона — $53, гориллы — $40, жирафа — $33, ягуара — $22, гиены — $19, овцебыка — $12, филина — $6, аллигатора — $2, паука-птицееда — $0,2 в сутки. По состоянию на 2001 год, в Московском зоопарке посольство Австралии опекало кенгуру, производитель косметической серии Nivea,— жирафа и двух бурых медведей, центр CSR Research — полярных сов, литовская туристическая фирма «Балт-турас» — аиста, ЗАО «Миди принт» — чернорукого гиббона, Банк ЦентроКредит — орангутанга Захара, «Новая газета» — жирафа, «Институт благородных девиц Натальи Нестеровой» — самку ягуара, ОРТ и BBC — белую медведицу с медвежатами, ЗАО «ФОРТ Технология» — броненосца, международный таможенный терминал IRBIS — снежного барса..

## Опекун — владелец животного
В США статус опекун животных предлагается вместо «владелец животного» по требованию организаций, борющихся за права животных
В некоторых штатах и городах США словосочетание «опекун животного» с 1990-х годов стало использоваться, в том числе и официально, в качестве замены выражения «владелец животного», применительно к хозяевам собак или кошек и других животных, живущих дома у своих хозяев. Согласно законам, принятым в ряде штатов[уточнить], эпитет «владелец» считается унижающим права животных. Вместо него употребляется слово «опекун». Ср. с русским «питомец».
Калифорнийская организация MAP, борющаяся за права животных, и её президент Доктор Эллиот Кац потребовали обязательной повсеместной замены словосочетания «владелец» на «опекун» и введения штрафа за использование слова «владелец» в отношении людей, у которых дома живёт собака или кошка. По их мнению, это будет способствовать установлению мира, где собаки будут защищены, а не принадлежать кому либо. По мнению д-ра Кац, в этом случае было бы легче бороться с жестокостью. По данным организации, такой порядок уже официально установлен властями Сан-Франциско, Западного Голливуда, Беркли; Боулдер; Амхерст, штат Массачусетс, и в штате Род-Айленде.
Внедрение нового термина вызывало полемику среди владельцев собак. В частности, в 2002 году в статье собаковода Боб Велл, опубликованной на сайте любителей домашних животных Animalover, её автор оценил термин «опекун животных» как «плохую идею». На взгляд Велла, за его внедрением стоят группы защитников прав животных, которые, используя юридический казус нового термина, хотят фактически лишить прав собственности как частных владельцев собак и кошек, так и зоопарки, фермы, выращивающие скот для последующего убоя, и научные лаборатории, использующие животных для опытов..
По мнению American Veterinary Medical Association замена словосочетания владелец на опекун животных будет иметь большие юридические осложнения, так как термин опекун является юридическим термином, использование которого приведет к существенным правовым последствиям. AVMA считает, что использование данного термина для описания взаимоотношения между человеком и животным неприемлемо. Введение этого термина приведет к следующим последствиям:
- Сокращение прав приведет к введению дополнительных обязательств. Так, например, если животному потребуется лечение, а опекун финансово не в состоянии оплатить его, то это может привести к обвинению в жестоком обращении.
- Владелец животных больше не сможет применить эвтаназию, чтобы облегчить страдания умирающего животного. Стерилизация также станет невозможной.
- Медицинские записи животных станут конфиденциальной информацией, и ветеринары будут иметь право не разглашать историю болезни опекуну, мотивируя, что так будет лучше животному.
- Невозможность продажи животных.
- Все опекуны вынуждены будут пройти полную регистрацию, заполнив все формы. Такая регистрация займет много времени и, скорее всего, будет дорогостоящей..
- Опекун ежегодно должен будет делать ежегодный отчет, в том числе финансовый.
- Неясной станет ответственность ветеринаров. В случае, если указания опекуна будут противоречить, по мнению ветеринара, интересам животных, он будет вправе подать в суд. Например, пока в суде будет рассматриваться вопрос, лечить ли животное или делать эвтаназию, животное будет страдать от боли в ожидании решения.
- Затруднение перевозки животных. Любой перевозчик будет иметь право отказать, мотивируя, что так лучше для животного.
- Будет произведено антиконституционное изъятие собственности (животных) без компенсации
- Необходимость пересмотреть многочисленные акты и законы во всех областях жизни
- Возможность конфликта между федеральными и местными законами.
- Использование животных-помощников может быть рассмотрено как нежелательное.

## Опекун бездомных животных
Термин «опекун бездомных животных» был включен в законопроект «Об административной ответственности за ненадлежащее содержание и обращение с животными, находящимися на территории Санкт-Петербурга», внесённый на утверждение Законодательного собрания Санкт-Петербурга в 2008 году и относящийся лишь к бездомным животным. По данным на 2006 год более 800 петербуржцев заявили о своем желании стать опекунами бездомных животных. 820 бездомных собак имеют под холкой введенные им микрочипы, в которых содержится информация в том числе и об их опекунах. Опекуны привозят бездомных собак на стерилизацию на городскую ветстанцию.
В подмосковном Зеленограде, по данным на 2011 год, граждане, проявляющие заботу об уличных беспризорных зверях, имеют возможность официально оформить так называемый «паспорт опекуна». Согласно местному законодательству, без их согласия нельзя отловить бездомных собак и поместить в муниципальный приют, что зачастую затрудняет работу санитарных муниципальных служб
Аналогичный статус предусмотрен в Перми. В «Правилах содержания домашних животных в г. Перми» соответствующий термин существует с 2001 года.
В Киеве опекуном бездомных собак может стать любой желающий. Для этого ему необходимо заполнить форму в Центре идентификации животных и получить удостоверение опекуна. Украинские опекуны регистрируют на себя до 40 животных, которых они прививают от инфекционных болезней и стерилизуют. По состоянию на апрель 2008 года в Киеве зарегистрировано 162 опекуна. По данным киевского «Центра идентификации животных», у бездомных собак Киева — уже более 250 опекунов, некоторые из них подкармливают собак более девяти лет, варят и приносят для них горячие супы. В городе Сумы с февраля 2009 года бездомные собаки, имеющие опекунов, получают ошейники жёлтого цвета, свидетельствующие о том, что их привили и стерилизовали. По состоянию на 2008 год опекуны имелись и у бездомных собак в Харькове.
В ряде случаев опекуны собак выступают против отлова бездомных животных, которых они кормят, участвуют в митингах и акциях протеста с требованиями к властями о защите бездомных животных от жестокости. Ряд опекунов выступает против помещения собак в муниципальные приюты.
Ряд опекунов самостоятельно организуют стерилизацию опекаемых в частном порядке на собственные средства. Имеют место и контрпримеры этого (так, в 2008 году в Новосибирске зампредседателя РОО «Право животных на жизнь» Галина Клебче выступила с критикой опекуна, который, несмотря на уговоры и аргументы, отказывался стерилизовать подопечных бездомных собак, построил для них землянки в людном месте, в результате чего у опекаемой стаи увеличивалось поголовье).
Деятельность опекунов в Южном Медведкове на Сухонской улице при отлове была сопряжена с конфликтами с правоохранительными органами и властями. Согласно службе экологического контроля района «Марфино» численность стай собак, опекаемых в Южном Медведкове на Сухонской улице, доходит до 50 особей.
В конце 2008 года в Киеве была зафиксирована гибель журналиста Ивана Волошина, оператора Первого телеканала, в результате нападения бездомных собак, находящихся под опекой. Интернет-издание news.ru отметило, что превентивный отлов этих собак был невозможен без согласия опекунов. Впоследствии эта версия была опровергнута медэкспертизой, установившей, что Волошин, пребывая в состоянии сильного алкогольного опьянения, упал лицом в лужу и захлебнулся, а утром был обнаружен прохожими со следами покусов на руках, которые не являлись причиной смерти.

### Знаменитости — опекуны собак
Среди известных личностей опекающих бездомных собак можно назвать актрису Елену Папанову и певицу-барда Елену Камбурову.

#### Елена Папанова
Актриса Елена Папанова в 2006 году рассказала, что в течение двух месяцев она подкармливала на бензоколонке бездомную собаку, которую впоследствии отловили и усыпили. Похожая история случилась пару лет спустя — в 2008 году — актриса подкармливала нескольких щенков в парке, вскоре двое из собак, обитавших в парке, были отравлены неизвестными лицами.

#### Елена Камбурова
Певица-бард Елена Камбурова признаётся, в том что заботилась о безнадзорной собаке, «похожей на лисичку», жившей в подъезде престижного многоэтажного дома в Москве и спавшей на тюфяке на лестничной клетке. Актриса вызывала ей врача, оплачивала уколы. По требованию соседей муниципальные службы отловили собаку. Около дома, где сейчас живёт Камбурова, обитала стая собак, из которой выжила только одна, по кличке «Дамка», для которой местные жители построили будку. Елена Камбурова подкармливала её на улице до тех пор, пока та не умерла.

### Выступления против практики отлова опекаемых собак
Многие опекуны собак выступают против отлова бездомных животных, о которых они заботятся, участвуют в митингах и акциях протеста с требованиями к властям свободы нахождения собак на улицах. Ряд опекунов выступает против помещения собак в муниципальные приюты, где, по их мнению, животному грозит жестокое обращение или смерть. В связи с этим, наблюдаются прецеденты противодействия со стороны опекунов отлову их подопечных собак муниципальными службами.

#### Противодействие отлову стаи в Измайлово
В апреле 2008 года на центральной аллее московского Измайловского парка стая, имевшая своих опекунов — пожилых москвичек, напала на 55-летнего любителя спортивного бега, кандидата технических наук Владимира Гайдаржинского. От ран и покусов он скончался в реанимации. После этого инцидента муниципальные службы пытались отловить собак с целью усыпления, однако встречали сопротивление со стороны опекунов. Год спустя, по данным портала newsru.com, стаи собак по-прежнему жили в парке.

#### Опекун восьмерых собак Попова против московской милиции
Резонансный случай произошёл в Москве в 2005 году, когда опекун восьмерых бездомных собак 59-летняя Лидия Попова вступила в конфликт с сотрудниками милиции, пытаясь защитить собак от отлова сотрудниками ветеринарной службы в московском районе Ростокино, работавшими по заказу префектуры СВАО г. Москвы. По словам Поповой, она была избита сотрудниками милиции. По словам представителей милиции, напротив, Попова нанесла побои двум милиционерам. Попова была задержана и доставлена в отделение милиции, собаки были увезены в пункт отлова бездомных животных. Инцидент произошёл на территории 33-й медсанчасти в районе Ростокино, где для восьмерых собак были построены будки, однако, по данным газеты «Комсомольская правда», кто-то обратился с требованием отловить собак в районную управу.
На Попову было заведено уголовное дело по обвинению в учинении препятствий органам при исполнении и в избиении милиционеров. В поддержку женщины-опекуна выступили ряд зоозащитных организаций и сочувствующие СМИ. После года судебных разбирательств и митингов в поддержку Поповой, уголовное дело, возбужденное против неё, было прекращено.

#### Протесты опекунов
В 2008 году Ирина Унонян, руководитель московского Совета попечителей бездомных животных, подвергла критике практику безвозвратного отлова и помещения в муниципальные приюты стерилизованных и привитых бездомных собак, находящихся на улицах под опекой. При этом она резко выступает против безвозвратного отлова, требуя свободного нахождения безнадзорных зверей в городской среде:
Не понимаем, что это за политика такая, что это за работа – в первую очередь отлавливать (...) собак, стерилизованных жителями за свой счет, везти в приюты. А эти собаки и вакцинированы, и имеют паспорта, и опекаемы. А нестерилизованные собаки, невакцинированные дают популяцию (...) Люди столько вложили в этих животных, и когда отлавливают животных без возвращения, якобы в приют или на стерилизацию, но без возвращения — это камень преткновения. Люди просто заболевают, потому что они не могут найти этих животных. В приюты не пускают, забирают на глазах попечителей. И вернуть, и найти, куда отвезли эту собаку, уже люди не могут.
В январе и марте 2009 года в ряде городов России проводились митинги и пикеты в рамках «общероссийской акции в защиту бездомных животных» против отлова и умерщвления бездомных собак, с участием опекунов.
В 2007 году в московском районе Медведково на Сухонской улице опекуны наняли для присмотра за стаей из 50 собак бомжа, платили ему деньги, чтобы он кормил животных. Замглавы управы района пришёл побеседовать с опекунами и был покусан собаками. Согласно данным официального сервера управы «Марфино», отлов пришлось проводить с боем. Опекуны, несмотря на присутствие милиционера, чуть не перевернули машину, которая перевозит животных.

#### Гибель опекунов от нападений опекаемых ими стай собак
В 2004 году на северо-востоке Москвы в районе станции метро «Владыкино» стая, насчитывающая, по данным свидетелей, не менее 30 собак, серьёзно покусала 54-летнюю москвичку Валентину Архипову. Позже опекун скончалась в больнице от ран. Аналогичный случай произошёл в Саранске, где стая собак загрызла насмерть мужчину, который их регулярно кормил.

### Оценка деятельности опекунов бездомных собак
Критики отмечают деструктивную роль опекунов в решении проблемы бездомных животных: они препятствуют муниципальным службам в отлове, либо дают им взятки, чтобы те отдавали собак обратно и возвращали животных в стаю, а не отвозили в приюты. Деятельность опекунов вызывает конфликты с другими городскими жителями. Известен случай, когда в 2009 году в Москве местными жителями был сожжен «собачий городок», построенный на деньги опекунов в людном месте.
- Биолог А. Д. Поярков, сотрудник института экологии и эволюции им. Северцова считает, что явление опекунства негативно сказывается на экологической обстановке из-за стимуляции роста численности крыс[50].

- Этолог[51] и зоопсихолог Андрей Тупикин в интервью газете «Новые известия» в 2007 году выделил «опекунских собак», а также собак, проживающих у охраняемых объектов и подкармливаемых там сторожами, как два отдельных класса среди бездомных, по критерию мест обитания и способов добычи пищи. По утверждению Тупикина, именно собаки, живущие у охраняемых объектов, являются лидерами в статистике покусов, так как у них возникает инстинкт охраны территории, нередко поощряемый людьми, занятыми охраной данного объекта профессионально. Также он отметил проблему невозможности (или нежелания) контроля и корректировки поведения опекаемых собак со стороны опекунов, в том числе не являющихся сторожами[52].

- Инженер государственного учреждения «Инженерная служба района Коптево» Наталья Коршунова считает, что, прикармливая бездомных собак в общественных местах, опекуны создают угрозу для нападения стай этих собак на людей. Также цитирумый в издании ловец Валерий Джихаев высказывает критику в отношении существующего законодательства, так как опекуна собак, в отличие от владельца животного, невозможно привлечь ни к административной, ни к уголовной ответственности за поведение его четвероногих любимцев — в частности, за покусы и травмы, сопряженные с нападением собак на других городских жителей[35].

- Руководитель группы канис-терапии «Солнечный пес» Учебно-кинологического центра «Собаки-помощники инвалидов» Татьяна Любимова в своей статье на сайте комиссии по церковной социальной деятельности при епархиальном совете г. Москвы «Милосердие.ру» высказала мнение, что регулярная подкормка бездомных собак опекунами увеличивает их рождаемость и приводит к общему увеличению поголовья[53].

- Префект Северного Административного округа Москвы Юрий Хардиков предлагает ставить вольеры для опекунских бездомных собак во дворах, рядом с мусорными контейнерами: «как только собака окажется в вольере, появится возможность и контролировать, так называемых, опекунов. Не забираете питомца в дом — держите в клетке, чтобы не мешать соседям»[54].

- Представитель Департамента ЖКХ Правительства Москвы Вячеслав Ключников считает, что «опекунские» собаки могут создавать проблемы: люди подкармливают их у метро, приручают для охраны строек и гаражей, но от этого они не перестают быть бесхозными. По его мнению, даже стерилизованных собак надо пристраивать в семьи и приюты, а не возвращать на улицы[55].

- Публицист и аналитик Сергей Архипов отмечает, что в России любой владелец собаки может избежать ответственности и даже символического штрафа за покусы или травмы, нанесенные его четвероногим питомцем другим людям, в случае, если назовет себя не хозяином, а опекуном[56].

- Журналист правительственной «Российской газеты» Наталья Лебедева считает, что люди, проявляющие заботу о бездомных собаках, отрицают как серьёзность проблемы бездомных животных, так и вероятность агрессии этих животных в отношении других граждан, при этом, по её утверждению, не поддерживают конструктивной дискуссии на тему защиты людей от бездомных собак[57]:

Собаки из беспризорных стай во втором-третьем поколении очень часто набрасываются на людей — это обычное для них поведение. А вечерние прогулки в местах обитания таких стай давно стали в столице опасными. Люди, заботящиеся о бродячих собаках и подкармливающие их, часто с гневом относятся ко всем разговорам на тему защиты от таких стай. Однако похвальная гуманность их поведения не снимает вопроса безопасности— Наталья Лебедева, обозреватель "Российской газеты"
- Гендиректор ГУП «Служба отлова диких животных» Марина Арент считает, что нужно предлагать опекунам, которые подкармливают собак на улице, заниматься этим в приютах[58]. Опекун это человек, который берёт из приюта животных, обязуясь за ним ухаживать[28].